# Tourny
Tourny är en kommun i departementet Eure i regionen Normandie i norra Frankrike. Kommunen ligger i kantonen Écos som tillhör arrondissementet Les Andelys. År 2018 hade Tourny 937 invånare.

## Befolkningsutveckling
Antalet invånare i kommunen Tourny
Referens:INSEE